# Civo Stadium
Het CIVO Stadium is een multifunctioneel stadion in Lilongwe, Malawi. Het stadion wordt vooral gebruikt voor voetbalwedstrijden, de voetbalclub CIVO United maakt gebruik van dit stadion. In het stadion is plaats voor 25.000 toeschouwers. 